# Етторе Арена
Етторе Арена (італ. Ettore Arena, 17 січня 1923, Катандзаро - 2 лютого 1944, Рим) - італійський військовик, партизан під час Другої світової війни.

## Біографія
Етторе Арена народився 17 січня 1923 року в Катандзаро. У 1943 році був призваний на військову службу у військово-морський флот, ніс службу у Венеції, пізніше в Полі.
Після капітуляції Італії у вересні 1943 року перебрався до Риму, де мешкала його сім'я. Одразу включився до Руху Опору, командував загоном. Отримав звання лейтенанта.
9 грудня 1943 року був заарештований, 22 січня 1944 року засуджений до страти. Розстріляний 2 лютого 1944 року у Форте Браветта (Рим).
Посмертно нагороджений Золотою медаллю «За військову доблесть».

## Нагороди
- Золота медаль «За військову доблесть»